# Sant Just d'Aidí
Sant Just d'Aidí, ara la Mare de Déu del Roser, és l'església parroquial del poble d'Aidí, en el terme municipal de Llavorsí, a la comarca del Pallars Sobirà. Està situada a la plaça major del poble on se celebra la festa major.

## Descripció
Modesta església d'una sola nau amb capçalera a l'est i façana a l'oest, que presideix la petita plaça del poble. En aquesta façana sota el pinyó de la coberta a dues aigües de Llicorella, s'obre la porta de mig punt i per damunt d'aquesta un ull de bou que il·lumina la nau a més d'una petita obertura en l'extrem superior. A l'esquerra, s'aixeca un cloquer de secció quadrada amb finestres d'arcs lleugerament ferrats, rematat per una petita coberta piramidal de llicorella.
Els murs exteriors, excepte el campanar, són recoberts per arrebossat de ciment.

## Història
Església parroquial que originàriament era dedicada a Santa Maria, d'"Eydí", i que formava part del deganat de Cardós, tal com consta en el llibre de la dècima del 1391. Tanmateix no apareix relacionada entre les esglésies parroquials del deganat de Cardós visitades l'any 1314. Pels volts del 1526 aquesta església, juntament amb la seva sufragània de Sant Sebastià d'Estaron, tenia com a rector Jaume Felip. En la visita de 1575 a les esglésies parroquials de l'oficialat de Cardós es fa constar que a l'església de Santa Maria d'Aidí es necessitava arranjar la porta i tancar el cementiri. En la visita pastoral del 1758 l'església apareix ja dedicada a la Mare de Déu del Roser, l'advocació actual; en aquesta mateixa visita es fa constar que el temple està en molt mal estat, que té un campanar antiquat, es fa referència a un campanar d'espadanya, i que la sagristia és estreta, motiu pels quals cal suposar que l'edifici inspeccionar pel visitador era encara un edifici medieval, substituït per l'actual amb posterioritat a aquesta data.
Actualment depèn de la parròquia de Llavorsí.